# Steve Ball
Steve Ball (sinh ngày 22 tháng 11 năm 1973) là một cựu cầu thủ bóng đá người Anh có 42 lần ra sân ở Football League thi đấu ở vị trí tiền vệ cho Darlington. Ông bắt đầu sự nghiệp khi tập luyện với Leeds United, có một thời gian ngắn tại Ireland cho Cork City, và thi đấu bóng đá non-league cho các câu lạc bộ gồm Farsley Celtic, Emley, Bradford Park Avenue, Harrogate Town, và Guiseley.